# République de Sotchi
28 décembre 1905 – 5 janvier 1906
Entités précédentes :
- Empire russe

Entités suivantes :
- Empire russe

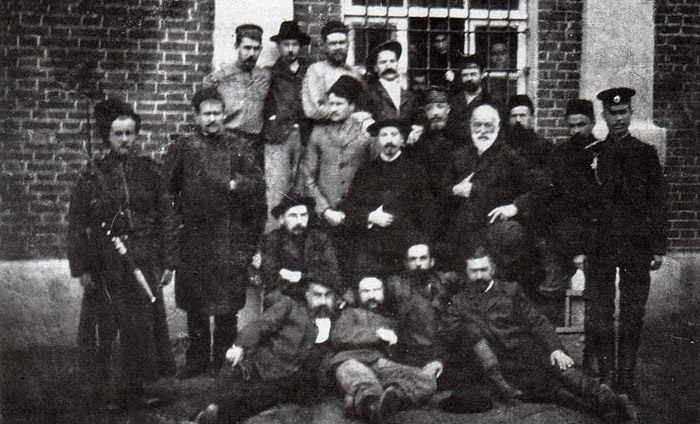
Participants au soulèvement armés devant la prison - Sotchi 1906.

La République de Sotchi (en russe : Со́чинская респу́блика) est un gouvernement politique autonome des ouvriers et des paysans établi sur le territoire de la ville de Sotchi, dans le kraï de Krasnodar, en Russie, qui dure du 28 décembre 1905 au 5 janvier 1906.

## Historique
La république, d'inspiration politique sociale démocrate, se forme à la suite de la révolution russe de 1905. Elle dure du 28 décembre 1905 au 5 janvier 1906. Le soulèvement démarre dans deux districts de Sotchi, correspondant à l'actuel centre de la ville et au raïon de Khosta. Des affrontements se produisent entre les sociaux-démocrates, supérieurs en nombre, et les forces gouvernementales, police et gardes frontières, placées sous le commandement du chef de l'okroug de Sotchi, V. I. Rozalion-Sochalskovo. Le soulèvement de Sotchi, qui fait écho à des événements identiques à Novorossiisk, capitale du gouvernement de la mer Noire, est finalement défait par un débarquement de troupes et l'approche d'unités cosaques. 

## Dirigeants
Parmi les dirigeants de la république figurent :
- Nikifor Prokofievitch Poïarko ;
- L. Alexandrov ;
- Lorens-Metner ;
- Alexandre Alexandrovitch Ousov, écrivain pour enfants, voyageur et théosophe.